# Santo Domingo de los Tsáchilas
Pour les articles homonymes, voir Santo Domingo.
Santo Domingo de Los Tsáchilas est une province de l'Équateur, créée en octobre de 2007 en même temps que la province de Santa Elena.

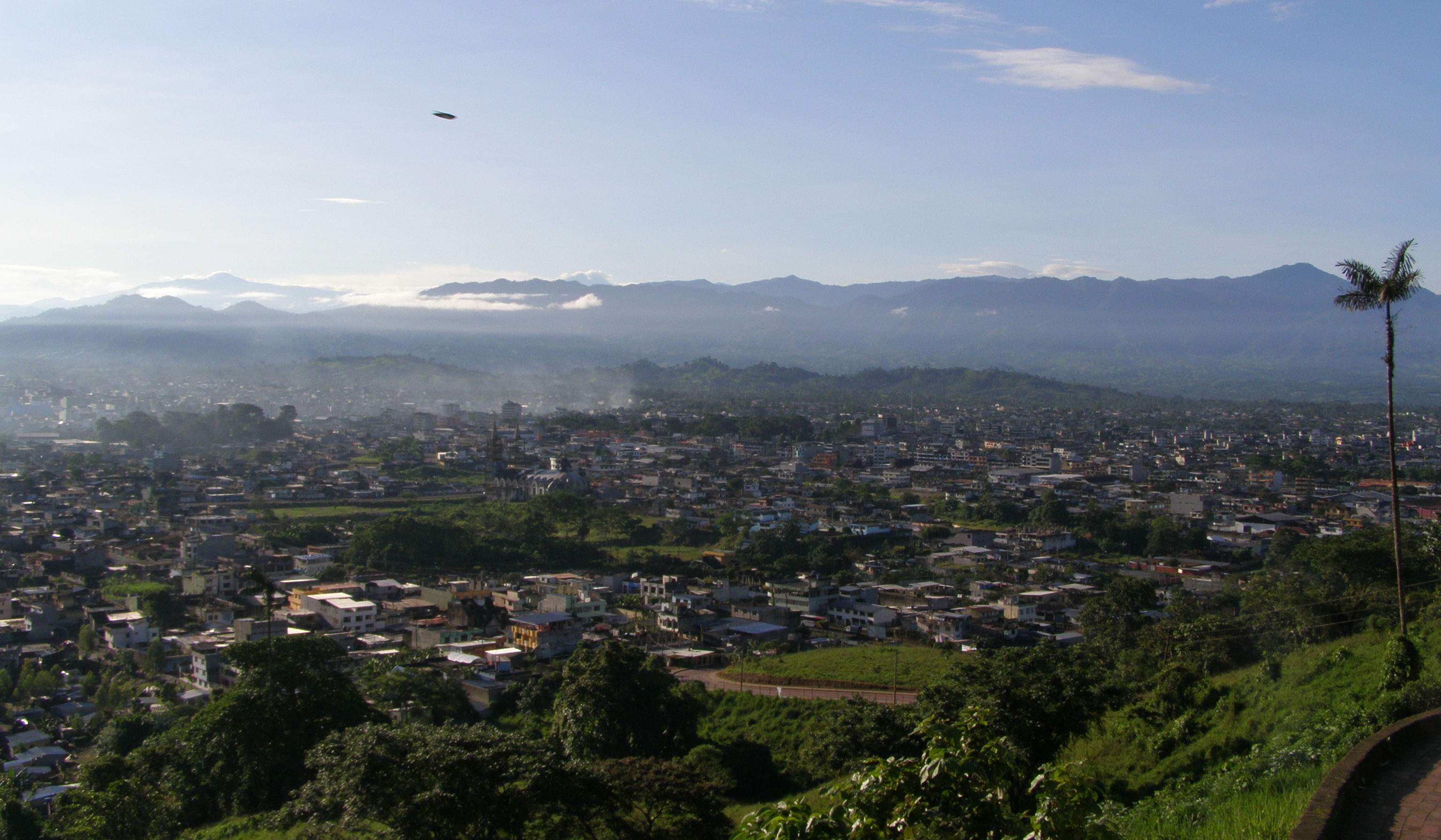
Santo Domingo, situé dans la province de Santo Domingo de los Tsáchilas, en Équateur. A 130 km de Quito. La province est située sur la côte équatorienne

## Toponymie
Son nom vient des Tsa’chila, peuple indigène d'environ 2 000 individus, qui vivent dans cette province.

## Découpage territorial
La province est composée de deux cantons :

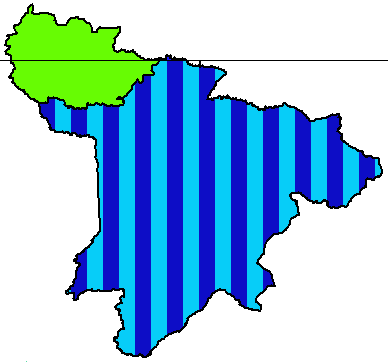
Les cantons de la province de Santo Domingo de los Tsáchilas. Santo Domingo est en hachuré.

| Canton        | Superficie (km2) | Population (2018) | Densité (hab./km2) | Chef-lieu     |
| ------------- | ---------------- | ----------------- | ------------------ | ------------- |
| La Concordia  | 325              | 51 033            | 157                | La Concordia  |
| Santo Domingo | 3 805            | 442 788           | 116,4              | Santo Domingo |